# Tureň
Tureň é um município da Eslováquia, situado no distrito de Senec, na região de Bratislava. Tem 5,3 km² de área e sua população em 2019 foi estimada em 1161 habitantes.

## Demografia
| Ano:        | 1994 | 2004   | 2014    | 2024    |
| ----------- | ---- | ------ | ------- | ------- |
| Broj ljudi: | 840  | 878    | 1089    | 1282    |
| Razlika:    |      | +4,52% | +24,03% | +17,72% |

| Ano:               | 2023 | 2024   |
| ------------------ | ---- | ------ |
| Número de pessoas: | 1264 | 1282   |
| Diferença:         |      | +1,42% |